# Hollister (Kalifornien)
Hollister ist eine Stadt und zudem der County Seat des San Benito County im US-Bundesstaat Kalifornien mit 41.678 Einwohnern (Stand: 2020).

## Geographie
Die Stadt bildet das südliche Ende des Santa Clara Valleys. Das Stadtgebiet umfasst eine Fläche von 18,8 Quadratkilometern. Die San-Andreas-Verwerfung verläuft durch das Stadtgebiet und ist an mehreren Stellen gut zu erkennen.

## Verkehr
Die Stadt ist durch die Eisenbahn sowie über mehrere Schnellstraßen nach San José und San Francisco im Norden angebunden.

## Demographie
Nach dem Stand der Volkszählung von 2010 sind die Mehrheit der Einwohner Hollisters hispanischer Herkunft oder Latinos, nämlich rund 65 Prozent. Rund 29 Prozent sind europäischstämmige Weiße, während sich der Rest auf weitere Ethnien sowie Afroamerikaner und Asiaten verteilt. Die Anzahl an Latinos ist damit selbst für den kalifornischen Durchschnitt ziemlich hoch. Die Anzahl der Haushalte der betrug zum Zeitpunkt der Erhebung der Volkszählung 9860. Auf 100 Frauen kamen 98,7 Männer, während das Medianalter bei 30,8 Jahren lag. Die Einwohnerzahl hatte sich jedoch insgesamt binnen einer Dekade kaum verändert. Lebten im Jahr 2000 noch 34.413 Personen in der Stadt, waren es zehn Jahre später 34.928.

## Sonstiges
Die Stadt wurde bekannt durch die Ausschreitungen bei einem Treffen von Motorradfahrern am 4. Juli 1947. 
Das Modeunternehmen Hollister ist nach der Stadt benannt. Der Name erlangte so auf zahlreichen Kleidungsstücken weltweit Bekanntheit.